# Arthur Kahn
Arthur Kahn (geboren 5. September 1850 in Groß-Gerau; gestorben 16. Juli 1928 in Berlin) war ein deutscher Arzt und Schriftsteller.

## Leben

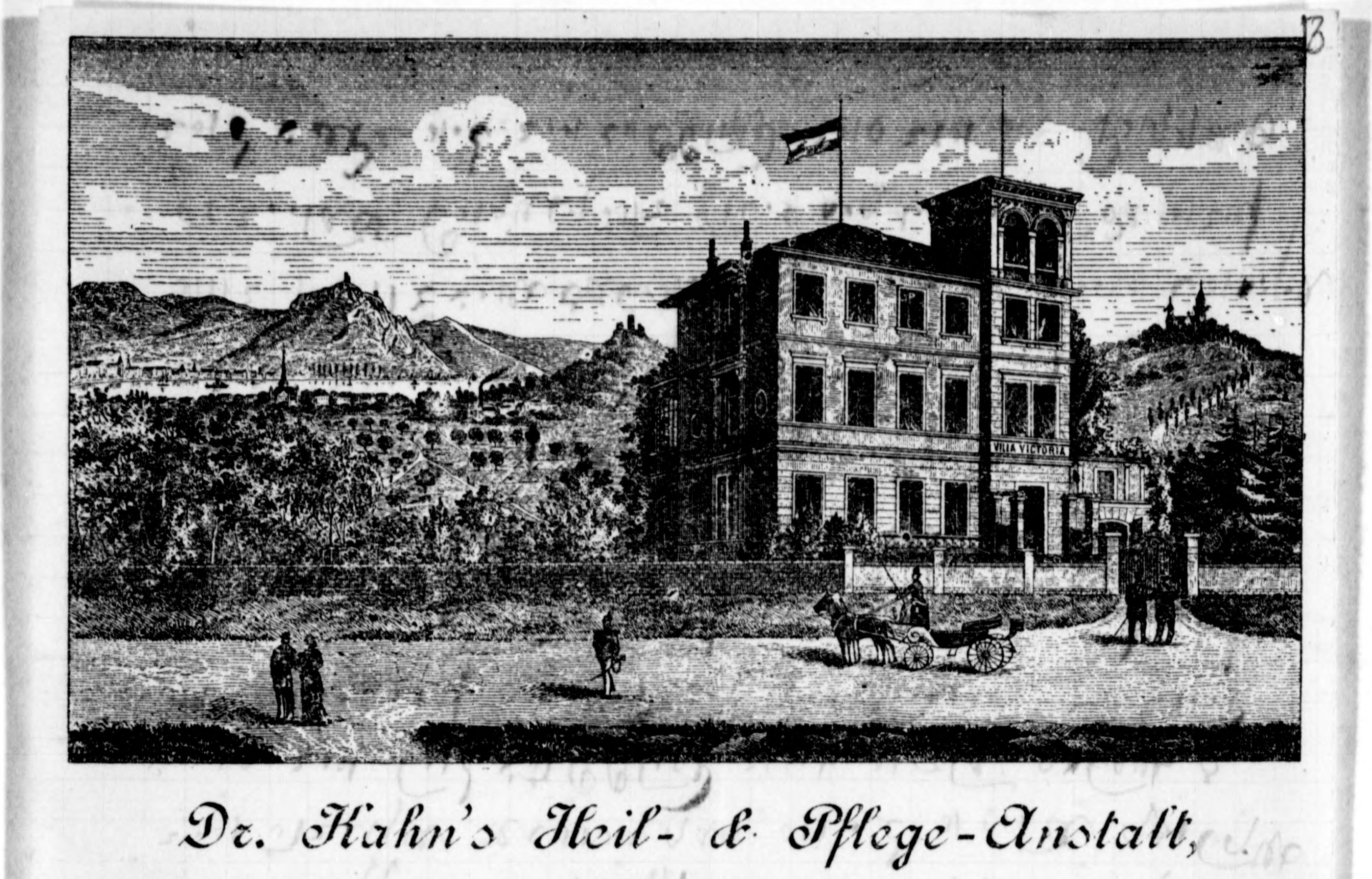
Dr. Kahn's Heil- & Pflege-Anstalt „VICTORIA“, Poppelsdorf-Bonn.

Arthur Kahn studierte Medizin in Bonn und wurde 1886 in Berlin mit der Promotion De la struma ossea promoviert. Er heiratete Hedwig Schmuhl, sie hatten drei Kinder. Ein Sohn war der 1888 in Halle (Saale) geborene Fritz Kahn, der ebenfalls Arzt und Schriftsteller wurde. Kahn zog in die USA, etablierte sich in Hoboken in New Jersey als Arzt und holte 1893 Frau und Kinder nach. Er beteiligte sich am Kulturleben der jüdischen Gemeinde in Hoboken und Manhattan und sorgte für das erste Heinrich-Heine-Denkmal in den USA. 1895 kehrte zunächst Hedwig Kahn mit den drei Söhnen nach Deutschland zurück, die Familie lebte dann wieder zusammen in Bonn, wo Kahn in Poppelsdorf Kahn's Heil- und Pflegeanstalt – Haus Victoria eröffnete. Er erfand zu dieser Zeit auch Geräte, die patentiert wurden wie einen Massierapparat mit Streichwalze. Er zog schließlich nach Berlin. Er engagierte sich in der Taubstummenfürsorge.
Kahn setzte sich für die kulturellen und die sozialen Belange der Juden im Deutschen Reich ein und forderte in seiner Schrift Der Judentag! die Einrichtung eines alljährlichen jüdischen Kongresses. Kahn sammelte und bearbeitete Ghettogeschichten, besonders aus den jüdischen Kleingemeinden am Rhein, die er in Zeitschriften wie Jüdische Presse und Der Israelit veröffentlichte. Er gab mehrere Geschichtensammlungen heraus.

## Werke (Auswahl)
- De la struma ossea. Dissertation Berlin. Berlin : G. Schade (O. Francke), 1886
- Der Judentag! 1900
- Entschwindende Gestalten. Erzählungen aus dem rheinischen Gemeinde- und Familienleben. Berlin : Itzkowski, 1904
- Damon und Phintias in der Judengasse. Frankfurt am Main : Verl. d. Israelit, 1907
- Sabbathstimmungen. Frankfurt am Main : Jüdischer Volksschriftenverlag, 1909
- Jüdische Dorfgeschichten. Berlin : M. Poppelauer, 1910
- Hin zur Scholle. Berlin : Itzkowski, 1912 (Online)
- Hisaurari! Wache auf mein Volk! Berlin : Itzkowski, 1915
- Der Weg zur wahren Emanzipation. Berlin : Itzkowski, 1915
- Das Sefermahl [1909], in Der Israelit. Ein Centralorgan für das orthodoxe Judentum. Jahrgang 1938, Heft 13–24 (Feuilleton-Beilage) sammlungen.ub.uni-frankfurt.de.